# Cleonymus brevis
Cleonymus brevis är en stekelart som beskrevs av Boucek 1972. Cleonymus brevis ingår i släktet Cleonymus och familjen puppglanssteklar.
Artens utbredningsområde är:
- Slovakien.
- Frankrike.
- Grekland.
- Italien.
- Schweiz.
- Kroatien.

Inga underarter finns listade i Catalogue of Life.